# رودبار
رودبار یکی از شهرهای شمالی ایران و مرکز شهرستان رودبار، استان گیلان است. این شهر در ۶۰ کیلومتری شهر رشت قرار دارد. به دلیل وجود چشمه‌ها و رودهای فراوان و همچنین گسترهٔ عظیمی از درختان زیتون درجه یک به «رودبار زیتون» معروف است. باستان‌شناسان مناطقی را در رودبار کشف کرده‌اند که قدیمی‌ترین سکونتگاه بشر در ایران می‌باشد.

## نام
به سبب وجود رودهای فراوان به ویژه رود «سفید رود» در این ناحیه، آن را «رودبار» نامیدند که به معنی سرزمین رودها می‌باشد. «بار» در کلمه رودبار به مفهوم ساحل و اراضی کنار رود می‌باشد. واژهٔ رودبار معانی متعددی دارد، مانند: «جایی که در آن رودخانه بسیاری جاری باشد» یا «ساحل رود» یا «کنار رود».
سفیدرود از به هم پیوستن رودهای قزل‌اوزن و شاهرود تشکیل می‌گردد و از وسط شهر رودبار می‌گذرد. این شهر از دیرباز اولین کشت‌گاهِ زیتون در ایران و دارای یکی از بهترین انواع زیتون در دنیا است. به همین دلیل به آن رودبارِ زیتون نیز گفته می‌شود. در لغت‌نامهٔ دهخدا آمده است: «برای تمیز دادن آن از الموت آن را رودبار زیتون می‌گویند».
علت اصلی رویش زیتونِ با کیفیت در این شهر، آب و هوای مدیترانه‌ای آن است. همچنین به دلیل مجاورت این شهر با کوهستان‌های رشته‌کوه البرز، به آن لفظ رودبارِ کوهپایه نیز گفته می‌شود. این شهر در مرز چند منطقهٔ آب و هوایی خشک و گرم، گرم و مرطوب و نیز سرد قرار گرفته و از این نظر آب و هوایی منحصر به فرد دارد. در گونه‌بندی نیاز سالانهٔ انرژی شهرهای ایران، نیاز غالب انرژی رودبارِ گیلان، از نوع گرمایش-کم اعلام گردیده است.

## تاریخ رودبار
کوهستان البرز و رودهای روان، مرزهای طبیعی منطقه رودبار را شکل داده‌اند. حکومت‌های منطقه به تبع همین موقعیت سوق‌الجیشی استقلال آن را در برابر تهاجم خارجی حفظ می‌کردند. آثاری که از این تمدن‌ها بر جای مانده است از این جمله است:

### پارینه سنگی یا عصر سنگ
- گنج پر رستم‌آباد

مکان باز گنج پر در رستم‌آباد و مشرف بر دره کلورز قرار دارد. این مکان باستانی در سال ۱۳۸۱ توسط باستان‌شناسان بخش پارینه سنگی موزه ملی ایران شناسایی و مطالعه شد. در بررسی این مکان، تعدادی ابزار سنگی مربوط به فرهنگ آشولی کشف شد که از سنگ آذرین، سنگ آهک و سنگ ماسه ساخته شده‌اند. ابزارهای کشف شده شامل تبر دستی، ساطور و تراشه ابزار است. احتمالاً سازنده این ابزارهای انسان راست قامت است که در حدود ۲۵۰ هزار سال پیش منقرض شده است. احتمالاً ساکنان این مکان در نزدیکی رودخانه سفیدرود مستقر بوده و از سنگ‌های موجود در کناره رودخانه برای ساخت ابزار استفاده کرده‌اند.
- غار دربند رشی

غارهای دربند رشی ('۵۰ °۳۶ شمالی، '۳۹°۴۹ شرقی) در جنوب روستای رشی در بخش رحمت آباد و بلوکات، در ارتفاع حدود ۷۵۰ متری از سطح دریا واقع شده است. قله دلفک یا درفک با ارتفاع حدود ۳۴۰۰ متر از سطح دریا، در این منطقه واقع است. این مکان‌های باستانی شامل غار کویل گر با طول تقریبی ۶۰ متر و غار جوکویله با طول تقریبی ۳۰ متر است که دهانه هر دو در جهت جنوب قرار دارد. غار دربند ب (جوکویله) نخستین بار توسط دکتر ولی جهانی (باستان‌شناس) در سال ۱۳۸۴ شناسایی و بررسی شد که طی آن شماری بقایای استخوان جانوران و انسان و همچنین تعدادی قطعات سفال (هزاره اول ق م) گردآوری شد. در بررسی غار مجاور (کویل گر) شماری قطعات سفال گردآوری کرد که همانند سفال‌های غار دربند ب مربوط به هزاره اول ق م هستند. پس از بررسی اولیه پرونده ثبت این غار آماده و در مرداد ۸۴ با شماره ۱۳۲۱۹ به ثبت آثار ملی رسید. در بررسی‌های مجددی توسط بیگلری، جهانی و شیدرنگ در این غار علاوه بر بقایای سنگواره‌ای جانوران (از جمله خرس غار)، تعدادی ابزار سنگی شامل یک ساطور، تراشه روتوش شده، سنگ مادر و ضایعات تراش سنگ از سطح رسوبات گردآوری شد که مربوط به دوره پارینه سنگی قدیم است. در اردیبهشت ماه ۱۳۹۱ نخستین فصل گمانه زنی در غار دربند ب به سرپرستی دکتر فریدون بیگلری از موزه ملی ایران و با معاونت دکتر ولی جهانی، مسئول مرکز باستان‌شناسی گیلان و مشارکت متخصصین میان رشته‌ای انجام شد. در نتیجه این گمانه زنی مجموعه غنی از بقایای باستان شناختی شامل سنگواره جانوران و دست ساخته‌های سنگی به جای مانده از ساکنان غار کشف شد که باستان شناسان را شناخت یکی از ناشناخته‌ترین و کهنترین ادوار پیش از تاریخ ایران یاری می‌کند. طبق مطالعات جدید این غار پیش از ۲۰۰ هزار سال پیش مسکن شکارچیان عصر سنگ بوده است. غار دربند قدیمی‌ترین سکونتگاه تاریخگذاری شده انسان در ایران است.
- روستای تاریخی اسکابن

محوطه شیلانیک پشته اسکابن مربوط به عصر آهن دو-I دوره اشکانیان است و در شهرستان رودبار، بخش عمارلو، روستای اسکابن واقع شده و این اثر در تاریخ ۱۱ شهریور ۱۳۸۲ با شماره ثبت ۹۹۳۴ به عنوان یکی از آثار ملی ایران به ثبت رسیده است.
در بین کشفیات باستان‌شناسان ایرانی–ژاپنی، دو محوطه در ناحیه عمارلو مربوط به ۱۰ تا ۱۶ هزار سال قبل از میلاد می‌باشد که عبارتند از روستای خل وشت و اسکابن.

#### پارینه سنگی جدید و فراپارینه سنگی
- پناهگاه خلوشت - بخش عمارلو
- پناهگاه آسکابن - بخش عمارلو
- غار چپلک
- غار مالحان

### عصر آهن
در کرانه شرقی سفیدرود دره زیبایی به نام گوهر رود وجود دارد که به علل حاصلخیزی خاک، ملایمت هوا و رطوبت و بارندگی کافی از بهترین نقاط این ناحیه به‌شمار می‌رود. در وسط درهٔ گوهر رود، رودخانه‌ای به همین نام جریان دارد که از شعبه‌های کوچک سفیدروداست.
در دره گوهر رود تپه‌های کوچک و بزرگی به چشم می‌خورد که مربوط به دوره‌های باستانی است و تپه مارلیک یکی از مهم‌ترین آن هاست. این تپه در محلی به نام چراغعلی تپه (مالک قدیمی آن) شهرت دارد. تپه‌های باستای گوهر رود از جمله مارلیک بقایای یک تمدن باستانی فراموش شده‌ای را در دل خود مدفون کرده‌اند.
تپه مارلیک، که گنجینه‌ای ارزنده از هنر و تمدن بشری را در طول قرن‌ها در خود پنهان کرده است در حقیقت تپه‌ای طبیعی و صخره‌ای است که از سنگ‌های سولفات آهن تشکیل شده و لایه‌های طبیعی و تحتانی آن چنان است که شکاف‌های بزرک درون تپه ایجاد کرده و همین حفره‌ها موجب شده تا حیواناتی چون موش و مار به فراوانی در آن لانه کنند. عده‌ای معتقدند که نام مارلیک به دلیل وفور مار در این تپه بر آنجا داده شده است و افسانه مار و گنج در این تپه مصداق واقعی پیدا کرده است.
اما برخی نیز مارلیک را یک واژهٔ تاریخی می‌دانند که از دو جز «مارد» و «لیک» ترکیب شده و معنای قوم «مارد» را می‌دهد. اینان استدلال می‌کنند که این کلمه در اصل «ماردلیک» بوده و با حذف «دال» مارلیک شده است. مارد اشاره به آمارد هاست و «لیک» هم همان «لک» است به پسوند مکان است که در واژه‌هایی نظیر اسکو+ لک (یکی از روستاهای رستم‌آباد رودبار) و گیل+لک دیده می‌شود.
اگر نظریه اخیر را قبول کنیم بی‌گمان باید گنجینهٔ مارلیک را متعلق به قوم آمارد بدانیم.
کاوش‌های مارلیک در سال‌های ۴۱–۱۳۴۰ با همکاری دانشگاه تهران و اداره باستان‌شناسی انجام گرفت. در ادامه کاوش‌ها وضعیت اصلی تپه که معرف آرامگاه و گورستان اقوام فراموش شده باستانی است- آشکار شد.
احتمال می‌رود که این تپه، آرامگاه خصوصی فرمانروایان و شاهزادگان محلی بوده است که در اواخر هزاره دوم و اوایل هزاره اول پیش از میلاد در این منطقه حکومت می‌کرده و مردگان خود را بنا بر سنن و آیین‌های رایج آن دوره به همراه اشیاء و آثار قیمتی در این آرامگاه‌ها به خاک می‌سپرده‌اند.
زمانی که سه چهارم کاوش در تپه انجام شد در حدود ۲۵ آرامگاه با اتاق آرامگاه کشف شد که در همه آن‌ها اشیایی مانند ظروف مفرغی – ظرف‌های سفالین- دکمه‌های تزئینی- انواع سرگرز، پیکان، شمشیر، خنجر، مجسمه‌های برنزی و سفالی، کلاه خود، سرنیزه، سوزن‌های طلاو مفرغ و… با نقوشی از انسان و گیاهان و حیوانات نظیر گاو کوهان‌دار، گاو بالدار، اسب شاخدار و اسباب بازیهایی برای کودکان - دوک پشم ریسی و افزاری از این‌گونه بدست آمد که معرف فرهنگ و طرز زندگی این اقوام هستند؛ و نشان از اعتقاد به زندگی پس از مرگ دارد.
پارچه‌های بدست آمده از تپه‌های مارلیک نشانه ظهور و پیشرفت صنعت بافندگی در گیلان هزاران سال پیش است.
از جمله موارد جالب کشف کاشفان، مهری است که روی آن خط میخی حک شده است یا مهر دیگری که مجلس شکا ر را نشان می‌دهد. به گفته باستان شناسان قدمت آن‌ها به بیش از سه هزار سال می‌رسد.
نمونه بی بدیل این کاوش‌ها جام مارلیک است که از زر ناب است و ارتفاع آن به ۱۸ سانتی‌متر می‌رسد.
ارتفاع نقش برجسته‌های جام تا دو سانتی‌متر می‌رسد که نشان دهنده مهارت استاد کاری است که با ضربات چکش آن را آفریده است.
نقش وسط جام درخت زندگی است و در دوسوی درخت دو گاو بالدار دیده می‌شود که در حال بالارفتن از درخت هستند. نمایش بدن حیوان به حالت نیم رخ و نمایش سر آن‌ها از روبه رو، از ویژگی‌های هنر ایرانی است و هویت ایرانی سازنده اش را نشان می‌دهد.
در کف جام گلی زیبا نقش شده است. درمیان گل نقش خورشید دیده می‌شود که شعاع‌های خود را به‌طور منظم پراکنده است.
برای مردم مارلیک خورشید تا حد پرستش بسیار مهم بوده است و تا جایی که می‌توانسته‌اند نماد خورشید را به شکل ترنج‌های هندسی تزئینی در کف اکثر ظروف و جام‌های فلزی به تصویر کشیده‌اند. وقتی به نوع نقش و طرز ترسیم این ترنج‌ها توجه می‌کنیم در می‌یابیم خورشید در مرکز همه چیز است و همه موجودات از نور و حرارت جانبخش او زندگی می‌گیرند.
با اینکه انسان در هزاره ششم پیش از میلاد به فلزات دست پیدا کرده است اما از افتخارات مهم تمدن مارلیک صنایع فلزی و مخصوصاً صنایع مفرغی است. در منطقه مارلیک به سبب وجود معادن سنگ فلز و منابع سوخت مانند چوب فراوان تولید مفرغ رونق زیادی یافته و کارگاه‌های صنایع مفرغی به وجود می‌آیند. از نقاط اوج و شگفتی‌های دیگر صنعت مارلیک جام‌های شیشه است که گفته می‌شود از اولین نمونه‌های صنعت شیشه‌سازی بشر است.
و سرانجام این تمدن درخشان چه می‌شود؟ برخی باستان شناسان معتقدند به دلیل شباهت فراوان آثار مکشوفه از سیلک در کنار شهر کاشان به خصوص آثار مفرغی – ظروف و و ادوات و ابزار -بسیار محتمل است که اقوام سلیک همان مارلیکی‌ها باشند که پس از حمله آشوری‌ها به منطقه سیلک مهاجرت کرده‌اند و سپس به تدریج به مادها که از اقوام هند و ایرانی بودند پیوسته و در مراحل اولیه تکوین دولت ماد شرکت داشته و با دیگر گروه‌های مقتدر هند و ایرانی، امپراطوری مقتدر ماد را در اوایل هزاره اول پیش از میلاد به وجود آورده باشند.
مجموعه آثار مارلیک در سالن ایران باستان در موزه ملی ایران – تهران نگاهداری می‌شود. ابراهیم گلستان در سال ۱۳۴۲ فیلمی به نام تپه‌های مارلیک ساخت که برنده جایزه شیر سن مارکو جشنواره ونیز در سال ۱۳۴۳ شد که به ظاهر دربارهٔ کشفیات باستان‌شناسی در منطقهٔ مارلیک است، اما به واقع اثری در بارهٔ زندگی، هنر، دوام و آرزو برای فردایی بهتر است.
آثار بدست آمده از حفاری‌ها در منطقه مارلیک در موزه ملی ایران و موزه لوور فرانسه نگهداری می‌شوند. در این میان ۳ نمونه از ارزشمندترین آثار بدست آمده در موزه لوور فرانسه نگهداری می‌شوند. در نشانی وبسایت رسمی موزه لور که در آن‌ها به خصوصیات سه اثر ماندگار کشف شده در مارلیک پرداخته شده است، می‌توان شناخت جامع تری از این آثار بدست آورد.

## تقسیمات

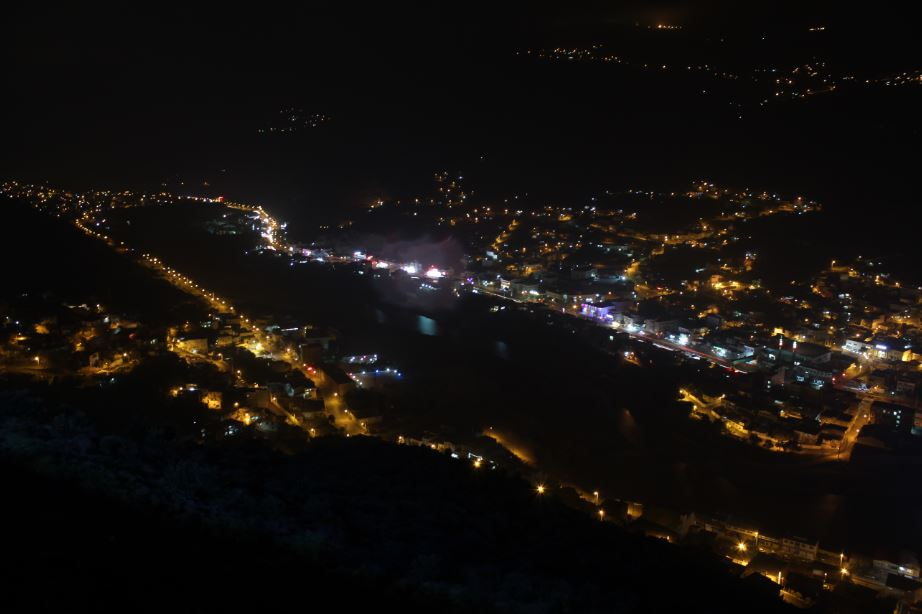
رودبار در شب

شهر رودبار به چند منطقه تقسیم می‌شود:
1. خلیل‌آباد
2. پایین‌بازار
3. بالابازار
4. ولی‌آباد
5. وسط‌بازار
6. شهرک ولیعصر
7. کلشتر
8. لویه
9. گلدیان

## مردم و زبان
شهرستان رودبار دارای تنوع گویشی و زبانی زیادی است و لهجه‌های مختلفی در این شهرستان جنوبی گیلان رواج دارد. در بخش‌های شمالی شهرستان رودبار که در مجاورت شهرستان رشت قرار دارد، زبان گیلکی با گویش مرکز استان گیلان رایج است که مشابه گویش منطقه کهدم یا سنگر کنونی است زیرا منطقه شمال رودبار از نظر تاریخی جزو بخش کهدمات محسوب می‌شده است. در شهرستان رودبار هر دو گویش بیه‌پس و بیه‌پیش از زبان گیلکی رایج است. در نواحی شرقی شهرستان رودبار که در همسایگی شهرستان سیاهکل قرار دارد، زبان گیلکی با گویش بیه‌پیش رواج دارد. در ارتفاعات جنوب شرقی رودبار، زبان گیلکی با گویش گالشی رایج است که مشابه گویش ارتفاعات شرق گیلان است. در مرکز و جنوب و غرب رودبار، گویش رودباری رواج دارد که در منابع از آن با نام تاتی جنوبی یاد شده است و جزو گویش‌های جنوبی زبان تاتی محسوب می‌شود. گیلکی رودباری در جنوب گیلان، در رستم‌آباد، رودبار، منجیل و لوشان رایج است. البته برخی از زبان شناسان رودباری را از گویش‌های غربی زبان گیلکی می‌دانند، مانند دکتر ایوب رسایی که رودباری را همراه با رشتی و فومنی به عنوان زیر مجموعه‌های گویش غربی زبان گیلکی دسته‌بندی می‌کند. در برخی از منابع گویش رودبار با عنوان تاتی مانندها «tatoid» نیز یاد شده است. گویش تاتی که در شهرستان رودبار رایج است، در ردهٔ تاتی جنوبی دسته‌بندی می‌شود. در کتاب‌های زبان‌شناسی، از تاتی رودبار بیشتر به نام تاتی درهٔ سپیدرود نام می‌برند. زبان تاتی در سه روستای کفته، کلاس و علی‌آباد که در شهرستان رودبار در همسایگی با شهرستان طارم قرار دارند، رایج است و خاصِ این سه روستا است. تاتی که در این سه روستا رایج است به تاتی رایج در شهرستان طارم نزدیکی دارد و با زبان گیلکی و گویش رودباری تفاوت دارد. از نظر دستوری و زبانی، ویژگی خاصی که زبان تاتی در این منطقه دارد، وجود جنسیت و مرد و زن در این زبان است که در زبان‌های شمال ایران چنین ویژگی دیده نمی‌شود و ویژگی منحصر به فرد همین گویش است.

## جاذبه‌های گردشگری رودبار

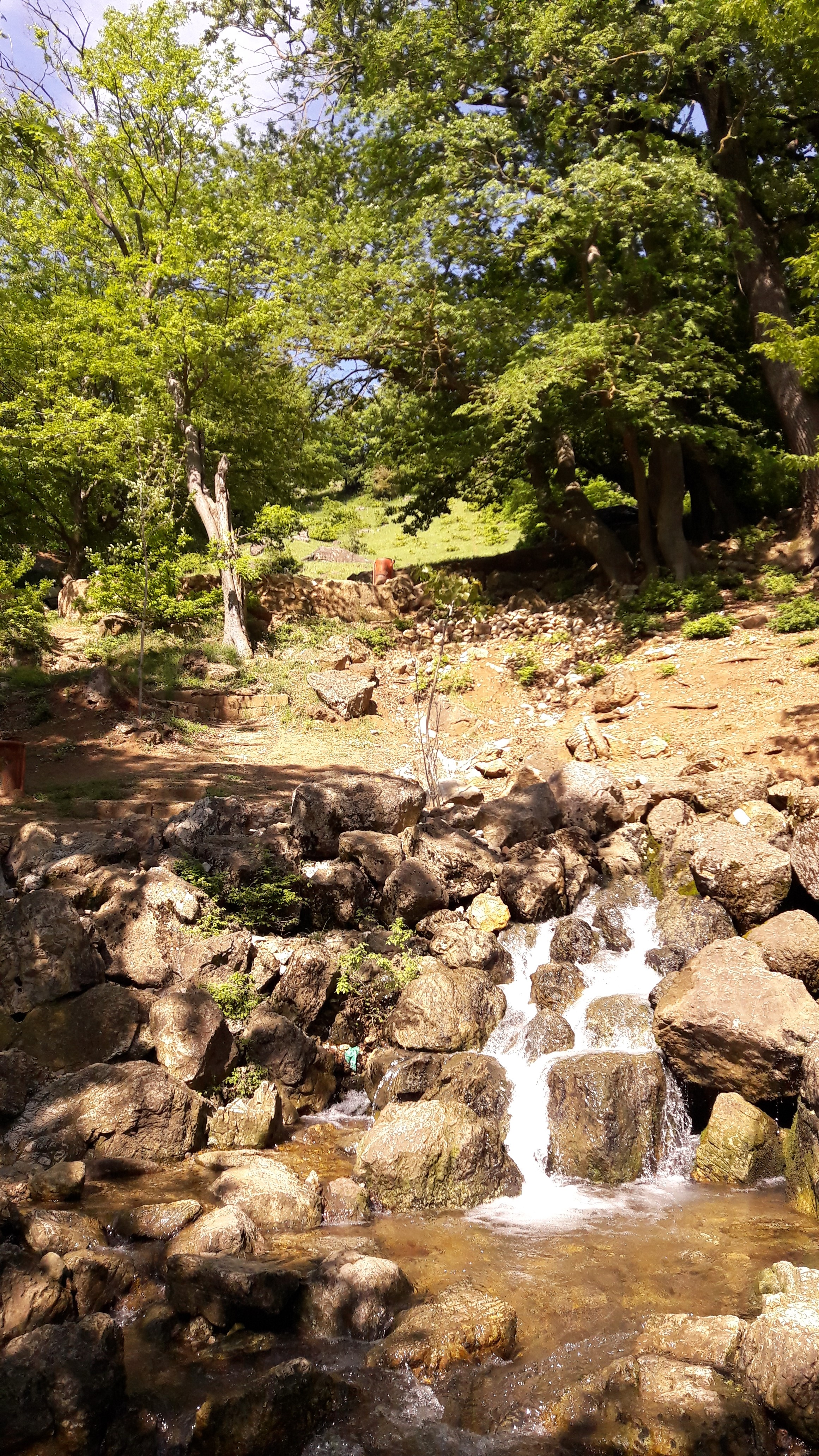
چشمه بار- کلشتر

### سفید رود
ساحل سفیدرود؛ به عنوان دومین رود بلند کشور و یکی از خروشان‌ترین رودهای کشور؛ با هوایی دلپذیر، مخصوصاً در فصل بهار و تابستان، محل توقف و تفریح بسیاری از گردشگران استان گیلان است. همچنین مغازه‌های زیتون‌فروشی و نیز پارک ساحلیِ سفیدرود، از توقف‌گاه‌های شلوغِ شهر در روزهای تعطیل سال هستند. از این مغازه‌ها می‌توان سوغاتی‌های شهر رودبار شامل بهترین انواع زیتون (شکسته، کنسروی، پرورده و …)، روغن زیتون، صابون محلی زیتون، انواع ترشیجات و محصولات متنوعِ دیگر شهرهای گیلان‌زمین شامل کلوچهٔ لاهیجان، لنگرود و فومن و نیز برخی صنایع دستی مانند گمج و … را تهیه نمود. شامی رودباری معروف‌ترین غذای رودبار است که با روغن زیتون پخته می‌شود. از تفاوت‌های این نوع شامی و دیگر شامی‌های شمالی، اندازهٔ بسیار بزرگ و نیز استفاده از یک سبزیِ کوهستانی به نام پلنگِ مِشک است. همچنین میزاقاسمی، باقالاقاتوق، ترشِ قاتوق، باقالاخاشک، تره و … نیز از دیگر غذاهای شمالی هستند که در رودبار نیز می‌توان آن‌ها را به وفور دید.

### تپه باستانیمارلیک
تپه مارلیک یا چراغعلی تپه یک محوطهٔ باستانی در کرانهٔ خاوری سفیدرود و در درهٔ «گوهر رود» از توابع رودبار در استان گیلان است. تپه مارلیک بقایای به جای مانده از تمدن باستانی متعلق به دست کم ۱۰۰۰ سال پیش از میلاد است. پژوهشگران گمان می‌برند که این تپه آرامگاه خصوصی فرمانروایان و شاهزادگان مردمان آمارد بوده است. همچنین جام مارلیک به عنوان نماد قوم آمارد در گیلان شناخته می‌شود.

### غار دربند رشی
غارهای دربند رشی در جنوب روستای رشی در بخش رحمت آباد و بلوکات شهرستان رودبار در ارتفاع حدود ۷۵۰ متری از سطح دریا واقع شده است. قله دلفک یا درفک با ارتفاع حدود ۲۷۳۳ متر از سطح دریا، در این منطقه واقع است. این مکان‌های باستانی شامل غار بزرگ کویل گر با طول تقریبی ۶۰ متر و غار جوکویله با طول تقریبی ۳۰ متر است که دهانه هر دو در جهت جنوب قرار دارد. طبق مطالعات جدید این غار پیش از ۲۰۰ هزار سال پیش مسکن شکارچیان عصر سنگ بوده است. غار دربند قدیمیترین سکونتگاه تاریخگذاری شده انسان در ایران است.

### چشمه بار
«چشمه بار» یکی از مناطق ییلاقی شهرستان رودبار است که در ارتفاعات روستای کلشتر واقع شده است. آب این چشمه در تمامی فصول سال بسیار سرد می‌باشد. این منطقه دارای طبیعتی بکر و دست نخورده است و برای یافتن آن باید از افراد بومی منطقه کمک گرفته شود.

### گل سوسن چلچراغ
«گلی که فقط در ایران می‌روید» !این بهترین جمله برای معرفی این گل فوق‌العاده زیبا و کمیاب است. سوسن چلچراغ یکی از نادرترین گل‌های جهان است که در دنیا فقط در ارتفاعات داماش رودبار می‌روید. سوسن چلچراغ برای مدت کوتاهی در حدود دو ماه (خرداد و تیر) گل دارد. این گیاه از میانه‌های خرداد گل می‌دهد و گل‌های آن تا نیمه تیرماه پایدار می‌ماند.

## آموزش
- دانشگاه آزاد اسلامی واحد رودبار تنها مرکز آموزش عالی این شهر است.[۲۶] البته دانشکدهٔ فنی سما واحد رودبار نیز دایر است که زیر نظر دانشگاه آزاد دانشجو می‌پذیرد.[۲۷]

## زمین‌لرزه رودبار و منجیل (۱۳۶۹)
زمین‌لرزه رودبار و منجیل (۱۳۶۹) در ساعت ۳۰ دقیقه بامداد به وقت ایران در پنجشنبه ۳۱ خردادماه ۱۳۶۹ (برابر با ۲۱ ژوئن ۱۹۹۰ در ساعت ۲۱ به وقت گرینویچ) در نزدیکی شهر رودبار و روستاهای تابعه در استان گیلان و شمال غرب استان زنجان در ناحیه طارم علیا بروز نمود و تا شعاع ۱۰۰ کیلومتری از مرکز زمین‌لرزه موجب سی و هفت هزار نفر کشته و پانصد هزار نفر بی خانمان و خسارات جانی و مالی فراوان گردید.

## نگارخانه

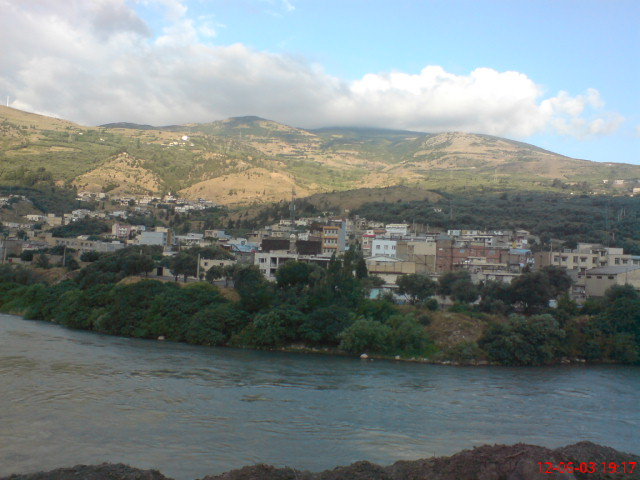
نمایی از رودبار، منطقهٔ خلیل‌آباد
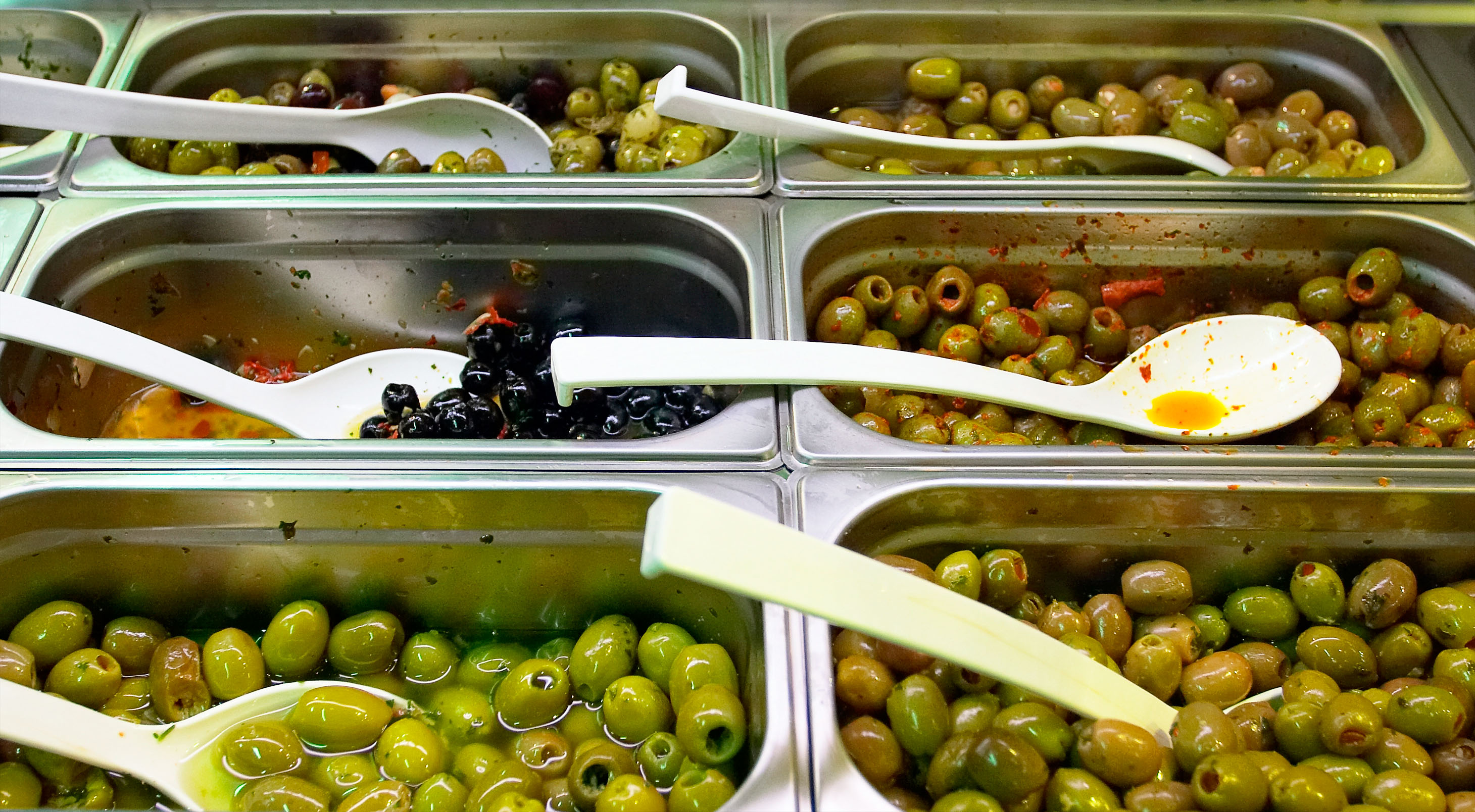
انواع محصولات زیتون